# Gangeszi folyamidelfin-félék
A gangeszi folyamidelfin-félék (Platanistidae) az emlősök (Mammalia) osztályának párosujjú patások (Artiodactyla) rendjébe, ezen belül a cetek (Cetacea) alrendágába tartozó család.
A családba 1 recens faj tartozik.
Ez a család, neve ellenére, korábban nemcsak Észak-Indiában élt. Az ősibb fajok maradványait Észak- és Dél-Amerikában, valamint Európában és Közép-Ázsiában is megtalálták. Nem állnak közeli rokonságban más, ma is létező és folyókban élő delfinekkel.

## Rendszerezés
A családba az alábbi 1 recens nem és 6 fosszilis nem tartozik:
- †Araeodelphis Kellogg, 1957 - kora miocén; Kelet-USA
- †Dilophodelphis Boersma, McMurry & Pyenson, 2017 - kora miocén; Oregon, USA
- †Pachyacanthus suessiPachyacanthus Brandt, 1871 - középső miocén-késő pliocén; Olaszországtól Kazahsztánig
- Platanista Wagler, 1830 - típusnem; késő pleisztocén-jelen; Dél-Ázsia
- †Pomatodelphis Allen, 1921 - középső miocén; Kelet-USA, Brazília, Nyugat-Európa
- †Prepomatodelphis Barnes, 2002 - kora miocén; Ausztria
- †Zarhachis

## Fordítás
- Ez a szócikk részben vagy egészben  a   Platanistidae című angol Wikipédia-szócikk ezen változatának fordításán alapul.  Az eredeti cikk szerkesztőit annak laptörténete sorolja fel. Ez a jelzés csupán a megfogalmazás eredetét és a szerzői jogokat jelzi, nem szolgál a cikkben szereplő információk forrásmegjelöléseként.